# ハンター級フリゲート
ハンター級フリゲート（ハンターきゅうフリゲート、英語: Hunter-class frigate）は、オーストラリア海軍が計画しているフリゲートの艦級。イギリス海軍の26型フリゲートをもとに発展させたイージス艦である。

## 来歴
2009年、ラッド政権の承認を受けて、国防省はSEA 5000計画を発足させて、アンザック級の後継となる将来フリゲートについての検討に着手した。ターンブル政権下の2016年に採択された防衛統合投資プログラム（IIP）では、アンザック級の代艦として、2020年代後半からSEA 5000計画艦9隻を建造することが定められた。
SEA 5000計画においては、先行して計画が進められていたホバート級と同様に、スペイン海軍のアルバロ・デ・バサン級をベースとした案も俎上に載せられていた。しかしホバート級は防空艦（AWD）と位置付けられていたのに対し、SEA 5000計画艦は汎用艦とされており、要求性能が異なっていた。
2018年6月、イギリス海軍の26型フリゲート（GCS）を発展させた設計を採択することが決定された。これによって建造されることになったのが本級である。
2024年2月21日、オーストラリアのアルバニージー政権は海軍再編計画の一環としてハンター級フリゲートを予定の9隻から6隻に減らす事を決定した。

## 設計
上記の経緯により、本級の設計は26型の発展型となっている。26型の船型は船首楼型で、長大な上部構造物はナックル・ラインを介して主船体と逆傾斜で連接している。各構造物は傾斜平面で構成され、全般にステルス対策がとられている。これらの特徴はいずれも本級でも踏襲されており、フィンスタビライザーを装備するのも26型と同様である。
一方、多機能レーダーを設置するための塔状構造物を設ける必要から、上部構造物は大きく改訂され、艦容は大きく異なるものになった。ただし後部上構に設けられたミッション・ベイは26型と同様で、開口は大きく、ステルス対策のためのシャッターを有する。12メートル級RIBを4隻、または10個のコンテナその他UAVを搭載できるのも26型と変わらない。
機関は26型と同構成で、巡航時にはMTU 20V4000 M35Bディーゼル発電機4基と電動機2基（合計出力8,542馬力）による電気推進、高速航行時にはMT30ガスタービンエンジン（46,935馬力）を使用するというCODLOG方式を採用した。なお2022年初頭に流出したオーストラリア国防省の評価レポートでは、ベースの26型と比べて艦型が25％以上増大したことに伴い、抵抗も増大したため燃費とランニングコストが増加、またこれにもかかわらず出力を強化しなかったため最高速度や航行性能の低下が懸念されていることが指摘された。さらに下記の通りAESAレーダーを国産機にしたことで消費電力が増大し、推進システムとレーダーの両方に同時に十分な電力を供給するのが難しいことも指摘された。

## 装備

### C4ISR
本級は、ホバート級と同じく戦闘システムとしてイージスシステムを搭載するが、自国の産業基盤育成の観点から、レーダーとして国産のCEAFAR2を採用したという特徴がある。これにより、本級は、アメリカ製のSPYレーダーを装備しない初のイージス艦というユニークな存在になった。CEAFAR2をイージスシステムに直接連接することはできないため、サーブ・オーストラリア社が9LVをもとにインターフェースを開発して搭載することになっている。
ソナーの構成は26型と同様で、船体に2150型、曳航式として2087型を装備するが、本級では2150型はバウ・ドームに収容されるともいわれている。

### 武器システム
Mk.41 VLSを艦橋直前に搭載するのは26型と同様だが、セル数は32セルに増備されており、SM-2とESSMを収容する。一方、26型で個艦防空ミサイルとして搭載されていたCAMMは廃止され、その専用VLSも省かれた。艦対艦ミサイルの4連装発射筒2基は搭載される予定だが、対地巡航ミサイルは省かれることになっている。
一方、砲熕兵器は26型と同構成で、艦砲としては62口径127mm単装砲（Mk.45 mod.4）、CIWSとしては20mm口径のファランクス・ブロック1Bを搭載する。
艦載ヘリコプターとしてはMH-60Rを1機搭載する。ヘリコプター甲板は、大型のチヌーク輸送ヘリコプターの運用にも対応できるようになっているのは26型と同様である。

## 同型艦一覧
| # | 艦名                       | 就役       |
| - | -------------------------- | ---------- |
|   | ハンター HMAS Hunter       | 2028年予定 |
|   | フリンダース HMAS Flinders | (発注済)   |
|   | タスマン HMAS Tasman       | (発注済)   |